# Cal Tomàs (Castellcir)
Cal Tomàs és una masia del terme municipal de Castellcir, al Moianès.
Està situada al costat de ponent de l'antiga església parroquial de Sant Andreu de Castellcir, a l'esquerra de la riera de Castellcir, a llevant del Carrer de l'Amargura. S'hi accedeix des de l'extrem de ponent del Carrer de l'Amargura, des d'on una pista rural en bon estat mena a la masia de Mont-ras i des d'ella va baixant cap a la vall de la riera de Castellcir, fins que arriba a Cal Tomàs i a l'església de Sant Andreu de Castellcir en quasi dos quilòmetres.